# 1896-os magyar úszóbajnokság
Az 1896-os magyar úszóbajnokság versenyszámait augusztus 16-án a  rendezték meg.

## Eredmények

### Férfiak
| Versenyszám                          | Arany                         | Arany | Ezüst                    | Ezüst | Bronz                 | Bronz |
| ------------------------------------ | ----------------------------- | ----- | ------------------------ | ----- | --------------------- | ----- |
| 100 yard gyorsúszás augusztus 16.    | Gräfl Ödön MUE                | 1:15  | Hajós Alfréd MUE         | 1:21  | Biegelbauer Árpád MUE | 1:24  |
| 1 mérföldes gyorsúszás augusztus 16. | Arnold Töpfer Poseidon Berlin | 31:53 | Simon Orlik Austria Wien |       | Lindner Ernő MUE      |       |